# Escravidão na Antiguidade

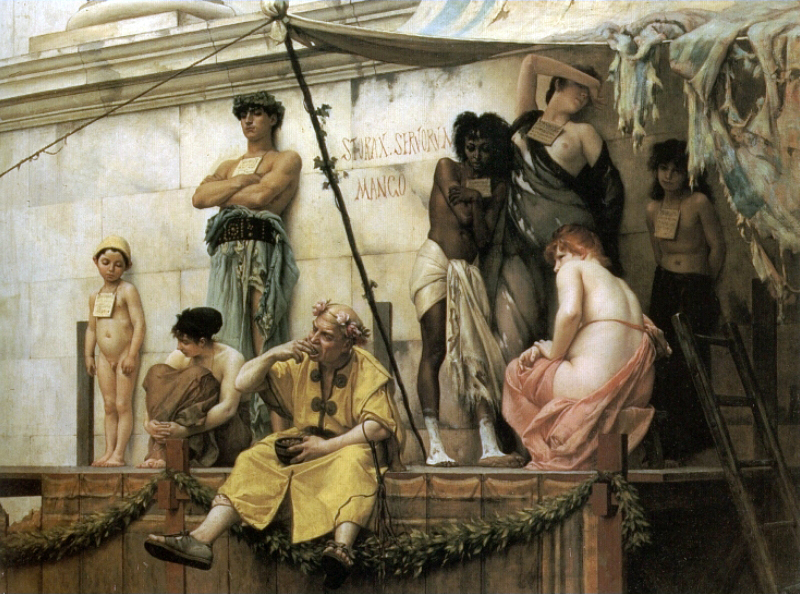
Pintura de Gustave Boulanger (1824–1888), retratando um mercado de escravos na Antiguidade

A escravidão na Antiguidade constituiu a base do modo de produção da chamada Antiguidade Clássica.
A escravidão é um tipo de relação de trabalho que existia há muito tempo na história da humanidade. Já na Antiguidade, o código de Hamurábi, conjunto de leis escritas da civilização babilônica, apresentava itens discutindo a relação entre os escravos e seus senhores. Não se restringindo aos babilônios, a escravidão também foi utilizada entre os egípcios, assírios, hebreus, gregos e romanos. Dessa forma, podemos perceber que se trata de um fenômeno histórico extenso e diverso.
Em Atenas, boa parte dos escravos era proveniente de regiões da Ásia Menor e Trácia. Em geral, eram obtidos por meio da realização de guerras contra diversos povos de origem estrangeira. Os traficantes realizavam a compra dos inimigos capturados e logo tratavam de oferecê-los em algum lucrativo ponto comercial. Mesmo ocupando uma posição social desprivilegiada, os escravos tinham diferentes posições dentro da sociedade ateniense.
Alguns escravos eram utilizados para formar as forças policiais da cidade de Atenas. Outros eram usualmente empregados em atividades artesanais e, por conta de suas habilidades técnicas, tinham uma posição social de destaque. Em certos casos, um escravo poderia ter uma fonte de renda própria e um dia poderia vir a comprar a sua própria liberdade. Em geral, os escravos que trabalhavam nos campos e nas minas tinham condições de vida piores se comparadas às dos escravos urbanos e domésticos.
A escravidão ateniense não era marcada por nenhuma espécie de distinção com relação aos postos de trabalho a serem ocupados. O uso de escravos tinha até mesmo uma grande importância social ao conceder mais tempo para que os homens livres tivessem tempo para participar das assembléias, dos debates políticos, filosofar e produzir obras de arte. Conforme algumas pesquisas, a classe de escravos em Atenas chegou a compor cerca de um terço da população no Período Clássico.
No caso da cidade-Estado de Esparta, a escravidão tinha uma organização distinta. Os escravos, ali chamados de hilotas, eram conseguidos por meio das vitórias militares empreendidas pelas tropas espartanas. Não dando grande importância às práticas comerciais, por causa de sua cultura xenófoba, a escravidão não articulava um comércio de seres humanos no interior desta sociedade. Os escravos eram de propriedade do Estado e ninguém poderia ser considerado proprietário de um determinado escravo.
No primeiro século as relações entre o escravo e o seu senhor começaram a sofrer algumas alterações impostas pelo governo romano. Uma das obrigações essenciais do senhor consistia em dar uma boa alimentação ao seu escravo e mantê-lo bem vestido. No século I, os senhores foram proibidos de castigar seus escravos até a morte e, caso o fizessem, poderiam ser julgados por assassinato. Além disso, um senhor poderia dar parte de suas terras a um escravo ou libertá-lo sem nenhuma prévia indenização.